# 화재안전기준
화재안전기준(영어: National Fire Safety Code)은 소방청장이 정하여 고시하는 소방시설의 설치 또는 유지·관리 기준이다.

## 개요
소방시설 설치·유지 및 안전관리에 관한 법률에 따라 특정소방대상물의 관계인은 특정소방대상물의 규모·용도 및 수용 인원 등을 고려하여 소방시설을 갖추어야하며 특정소방대상물의 규모·용도 및 수용 인원 등을 고려하여 갖추어야 하는 소방시설을 소방청장이 정하여 고시하는 화재안전기준에 따라 설치 또는 유지·관리하여야 한다. 소방본부장이나 소방서장은 제1항에 따른 소방시설이 화재안전기준에 따라 설치 또는 유지·관리되어 있지 아니할 때에는 해당 특정소방대상물의 관계인에게 필요한 조치를 명할 수 있다.

## 종류

### 소화설비
- 소화기구 및 자동소화장치의 화재안전기준(NFSC 101)
- 옥내소화전설비의 화재안전기준(NFSC 102)
- 스프링클러설비의 화재안전기준(NFSC 103)
- 간이스프링클러설비의 화재안전기준(NFSC 103A)
- 화재조기진압용스프링클러설비의화재안전기준(NFSC 103B)
- 물분무소화설비의 화재안전기준(NFSC 104)
- 미분무소화설비의 화재안전기준(NFSC 104A)
- 포소화설비의 화재안전기준(NFSC 105)
- 이산화탄소소화설비의 화재안전기준(NFSC 106)
- 할론소화설비의 화재안전기준(NFSC 107)
- 할로겐화합물 및 불활성기체소화설비의 화재안전기준(NFSC 107A)
- 분말소화설비의 화재안전기준(NFSC 108)
- 옥외소화전설비의 화재안전기준(NFSC 109)
- 고체에어로졸소화설비의 화재안전기준(NFSC 110)

### 경보설비
- 비상경보설비 및 단독경보형감지기의 화재안전기준(NFSC 201)
- 비상방송설비의 화재안전기준(NFSC 202)
- 자동화재탐지설비 및 시각경보장치의 화재안전기준(NFSC 203)
- 자동화재속보설비의 화재안전기준(NFSC 204)
- 누전경보기의 화재안전기준(NFSC 205)
- 가스누설경보기의 화재안전기준(NFSC 206)

### 피난설비
- 피난기구의 화재안전기준(NFSC 301)
- 인명구조기구의 화재안전기준(NFSC 302)
- 유도등 및 유도표지의 화재안전기준(NFSC 303)
- 비상조명등의 화재안전기준(NFSC 304)

### 소화용수설비
- 상수도소화용수설비의 화재안전기준(NFSC 401)
- 소화수조 및 저수조의 화재안전기준(NFSC 402)

### 소화활동설비
- 제연설비의 화재안전기준(NFSC 501)
- 특별피난계단의 계단실 및 부속실 제연설비의 화재안전기준(NFSC 501A)
- 연결송수관설비의 화재안전기준(NFSC 502)
- 연결살수설비의 화재안전기준(NFSC 503)
- 비상콘센트설비의 화재안전기준(NFSC 504)
- 무선통신보조설비의 화재안전기준(NFSC 505)

### 기타(방재안전)
- 소방시설용 비상전원수전 설비의 화재안전기준(NFSC 602)
- 도로터널의 화재안전기준(NFSC 603)
- 고층건축물의 화재안전기준(NFSC 604)[2]
- 지하구의 화재안전기준(NFSC 605)
- 임시소방시설의 화재안전기준(NFSC 606)

## 해설서
소방방재청에서는 민원업무를 담당하는 소방공무원의 연무연찬에 도움을 주기위하여 대학교수, 소방기술사 등 소방전문가로 구성된 국가화재안전기준 편찬위원회를 구성하여 옥내소화전설비의 화재안전기준 등 10개 시설에 대한 해설서를 발간하였다. 소방방재청 홈페이지에서 다운로드 가능하다.